# Seznam dílů seriálu Cesta do neznáma
Toto je seznam dílů seriálu Cesta do neznáma. Americký sci-fi seriál Cesta do neznáma byl vysílán nejprve na stanici Fox od března 1995 do května 1997 (řada 1–3). Po jeho zrušení jej zakoupila stanice Sci Fi Channel, která jej uváděla od června 1998 do února 2000 (řada 4–5). Celkem vzniklo 88 dílů. V Česku odvysílala první tři řady Česká televize se svým dabingem v letech 1998 až 2001. Česká premiéra 4. a 5. řady se uskutečnila až v roce 2006 s dabingem od společnosti SDI Media.

## Přehled řad
| Řada | Díly | Premiéra v USA  | Premiéra v USA    | Premiéra v ČR  | Premiéra v ČR      |
| Řada | Díly | První díl       | Poslední díl      | První díl      | Poslední díl       |
| ---- | ---- | --------------- | ----------------- | -------------- | ------------------ |
| 1    | 10   | 22. března 1995 | 17. května 1995   | 28. srpna 1998 | 20. října 1998     |
| 2    | 13   | 1. března 1996  | 12. července 1996 | 27. října 1998 | 26. ledna 1999     |
| 3    | 25   | 20. září 1996   | 16. května 1997   | 3. září 2001   | 4. března 2002     |
| 4    | 22   | 8. června 1998  | 23. dubna 1999    | 2006           | 2006               |
| 5    | 18   | 11. června 1999 | 4. února 2000     | 2006           | 21. listopadu 2006 |

## Seznam dílů

### První řada (1995)
Stanice Fox změnila zamýšlené pořadí dílů, chtěla začít takovými příběhy, které podle jejího názoru spíše přitáhnou diváky k novému seriálu.
Tento způsob ovšem způsobil chyby v chronologii, protože některé dějové linie probíhají více díly, jiné díly na sebe mají přímo navazovat (na závěrečnou scénu dílu Léto lásky navazuje úvodní scéna dílu Oklamaný princ, přesto byly odvysílány v opačném pořadí). Při vysílání na České televizi se podařilo některé návaznosti opravit. Zamýšlené producentské pořadí je doplněno v posledním sloupci. Vydání seriálu na DVD dodržuje televizní nechronologické pořadí dílů.
| Č. v seriálu | Č. v řadě | Název            | Český název    | Režie           | Scénář                                                               | Datum premiéry  | Datum české premiéry | Prod. kód | Zamýšlené pořadí |
| ------------ | --------- | ---------------- | -------------- | --------------- | -------------------------------------------------------------------- | --------------- | -------------------- | --------- | ---------------- |
| 1–2          | 12        | Pilot            | Klouzači       | Andy Tennant    | námět: Tracy Tormé a Robert K. Weiss scénář: Tracy Tormé             | 22. března 1995 | 28. srpna 1998       | 83535     | 1–2              |
| 3            | 3         | Fever            | Horečka        | Mario Azzopardi | Ann Powell a Rose Schacht                                            | 29. března 1995 | 15. září 1998        | 70402     | 5                |
| 4            | 4         | Last Days        | Poslední dny   | Michael Keusch  | Dan Lane                                                             | 5. dubna 1995   | 22. září 1998        | 70404     | 6                |
| 5            | 5         | Prince of Wails  | Oklamaný princ | Félix Alcalá    | Lee Goldberg a William Rabkin                                        | 12. dubna 1995  | 8. září 1998         | 70403     | 4                |
| 6            | 6         | Summer of Love   | Léto lásky     | Mario Azzopardi | Tracy Tormé                                                          | 19. dubna 1995  | 1. září 1998         | 70401     | 3                |
| 7            | 7         | Eggheads         | Hra mozků      | Timothy Bond    | námět: Jacob Epstein a Scott Smith Miller scénář: Scott Smith Miller | 26. dubna 1995  | 29. září 1998        | 70405     | 8                |
| 8            | 8         | The Weaker Sex   | Slabší pohlaví | Vern Gillum     | Dawn Prestwich a Nicole Yorkin                                       | 3. května 1995  | 6. října 1998        | 70406     | 7                |
| 9            | 9         | The King is Back | Král se vrací  | Vern Gillum     | Tracy Tormé                                                          | 10. května 1995 | 13. října 1998       | 70408     | 9                |
| 10           | 10        | Luck of the Draw | Výhra          | Les Landau      | Jon Povill                                                           | 17. května 1995 | 20. října 1998       | 70409     | 10               |

### Druhá řada (1996)
Stejně jako u první řady odvysílala stanice Fox jednotlivé díly v jiném pořadí než zamýšleli producenti, tentokrát změnili i poslední díl řady.
Zamýšlené producentské pořadí je doplněno v posledním sloupci.
| Č. v seriálu | Č. v řadě | Název                             | Český název                  | Režie           | Scénář                                                                                                   | Datum premiéry    | Datum české premiéry | Prod. kód | Zamýšlené pořadí |
| ------------ | --------- | --------------------------------- | ---------------------------- | --------------- | --- | ----------------- | -------------------- | --------- | ---------------- |
| 11           | 1         | Into the Mystic                   | Do světa kouzel              | Richard Compton | Tracy Tormé                                                                                              | 1. března 1996    | 27. října 1998       | K0807     | 11               |
| 12           | 2         | Love Gods                         | Bohové lásky                 | John McPherson  | Tony Blake a Paul Jackson                                                                                | 8. března 1996    | 17. listopadu 1998   | K0803     | 14               |
| 13           | 3         | Gillian of the Spirits            | Gillian a duchové            | Paris Barclay   | Tony Blake a Paul Jackson                                                                                | 15. března 1996   | 29. prosince 1998    | K0810     | 17               |
| 14           | 4         | The Good, the Bad and the Wealthy | Hodní, zlí a bohatí          | Oscar L. Costo  | Scott Smith Miller                                                                                       | 22. března 1996   | 1. prosince 1998     | K0805     | 15               |
| 15           | 5         | El Sid                            | Sid                          | Paris Barclay   | Jon Povill                                                                                               | 29. března 1996   | 10. listopadu 1998   | K0802     | 13               |
| 16           | 6         | Time Again and World              | Tentýž čas a tentýž svět     | Vern Gillum     | Jacob Epstein                                                                                            | 5. dubna 1996     | 3. listopadu 1998    | K0801     | 12               |
| 17           | 7         | In Dino Veritas                   | Mezi dinosaury               | Oscar L. Costo  | Steve Brown                                                                                              | 26. dubna 1996    | 19. ledna 1999       | K0813     | 21               |
| 18           | 8         | Post Traumatic Slide Syndrome     | Traumatický syndrom klouzání | Adam Nimoy      | Nan Hagan                                                                                                | 3. května 1996    | 12. ledna 1999       | K0812     | 20               |
| 19           | 9         | Obsession                         | Posedlost                    | Colin Bucksey   | námět: Steve Brown a Jon Povill scénář: Jon Povill                                                       | 24. května 1996   | 15. prosince 1998    | K0808     | 18               |
| 20           | 10        | Greatfellas                       | Velká hra                    | Allan Eastman   | námět: Sean Clark a Scott Smith Miller scénář: Scott Smith Miller                                        | 31. května 1996   | 24. listopadu 1998   | K0804     | 22               |
| 21           | 11        | The Young and the Relentless      | Mladí a bezohlední           | Richard Compton | námět: T. Edward Anthony, Michael X. Fernaro a Von Whisenhant scénář: T. Edward Anthony a Von Whisenhant | 7. června 1996    | 26. ledna 1999       | K0814     | 23               |
| 22           | 12        | Invasion                          | Invaze                       | Richard Compton | Tracy Tormé                                                                                              | 28. června 1996   | 5. ledna 1999        | K0809     | 19               |
| 23           | 13        | As Time Goes By                   | Jak běží čas                 | Richard Compton | Steve Brown                                                                                              | 12. července 1996 | 8. prosince 1998     | K0806     | 16               |

### Třetí řada (1996–1997)
I při této řadě odvysílal Fox díly mimo naplánované pořadí. Například díl Dvojníci byl natočen jako 1. díl řady. V tomto díle se mají diváci dozvědět,
proč se nyní mohou postavy pohybovat kdekoliv v oblasti mezi San Franciskem a Los Angeles (produkce seriálu se přesunula z Vancouveru do Los Angeles a seriálový děj se musel novému prostředí přizpůsobit).
Fox si ale zvolil dobrodružství Pravidla hry na začátek nového ročníku, protože je akčnější. Zamýšlené producentské pořadí je doplněno v posledním sloupci.
| Č. v seriálu | Č. v řadě | Název                       | Český název              | Režie             | Scénář                                                                        | Datum premiéry     | Datum české premiéry | Prod. kód | Zamýšlené pořadí |
| ------------ | --------- | --------------------------- | ------------------------ | ----------------- | ----------------------------------------------------------------------------- | ------------------ | -------------------- | --------- | ---------------- |
| 24           | 1         | Rules of the Game           | Pravidla hry             | Oscar L. Costo    | Josef Anderson                                                                | 20. září 1996      | 3. září 2001         | K1805     | 25               |
| 25           | 2         | Double Cross                | Dvojníci                 | Richard Compton   | Tony Blake a Paul Jackson                                                     | 27. září 1996      | 10. září 2001        | K1801     | 24               |
| 26           | 3         | Electric Twister Acid Test  | Zkouška ohněm            | Oscar L. Costo    | Scott Smith Miller                                                            | 4. října 1996      | 17. září 2001        | K1809     | 27               |
| 27           | 4         | The Guardian                | Poručník                 | Adam Nimoy        | Tracy Tormé                                                                   | 11. října 1996     | 24. září 2001        | K1803     | 28               |
| 28           | 5         | The Dream Masters           | Vládci snů               | Jefery Levy       | námět: Scott Smith Miller a Melinda M. Snodgrass scénář: Melinda M. Snodgrass | 18. října 1996     | 1. října 2001        | K1808     | 29               |
| 29           | 6         | Desert Storm                | Písečná bouře            | Jim Johnston      | Matt Dearborn                                                                 | 1. listopadu 1996  | 8. října 2001        | K1810     | 30               |
| 30           | 7         | Dragonslide                 | Dračí skluz              | David Livingston  | Tony Blake a Paul Jackson                                                     | 8. listopadu 1996  | 15. října 2001       | K1816     | 31               |
| 31           | 8         | The Fire Within             | Oheň uvnitř              | Jefery Levy       | Josef Anderson                                                                | 15. listopadu 1996 | 22. října 2001       | K1814     | 32               |
| 32           | 9         | The Prince of Slides        | Následník trůnu          | Richard Compton   | Eleah Horwitz                                                                 | 22. listopadu 1996 | 29. října 2001       | K1815     | 33               |
| 33           | 10        | Dead Man Sliding            | Smrt v přímém přenosu    | Richard Compton   | Nan Hagan                                                                     | 29. listopadu 1996 | 5. listopadu 2001    | K1804     | 26               |
| 34           | 11        | State of the Art            | Nejlepší z robotů        | John T. Kretchmer | námět: Schuyler Kent scénář: Nan Hagan                                        | 6. prosince 1996   | 12. listopadu 2001   | K1813     | 34               |
| 35           | 12        | Season's Greedings          | Šťastné a veselé         | Richard Compton   | Eleah Horwitz                                                                 | 20. prosince 1996  | 19. listopadu 2001   | K1806     | 35               |
| 36           | 13        | Murder Most Foul            | Nejhanebnější vražda     | Jeff Woolnough    | David Peckinpah                                                               | 3. ledna 1997      | 26. listopadu 2001   | K1815     | 36               |
| 37           | 14        | Slide Like an Egyptian      | Tajemství pyramidy       | Adam Nimoy        | Scott Smith Miller                                                            | 17. ledna 1997     | 3. prosince 2001     | K1817     | 37               |
| 38           | 15        | Paradise Lost               | Ztracený ráj             | Jim Johnston      | Steven Stoliar                                                                | 31. ledna 1997     | 10. prosince 2001    | K1818     | 38               |
| 39           | 16        | The Exodus (Part 1)         | Exodus (1. část)         | Jim Charleston    | námět: John Rhys-Davies scénář: Tony Blake a Paul Jackson                     | 21. února 1997     | 7. ledna 2002        | K1824     | 40               |
| 40           | 17        | The Exodus (Part 2)         | Exodus (2. část)         | Jefery Levy       | Josef Anderson, Tony Blake a Paul Jackson                                     | 28. února 1997     | 14. ledna 2002       | K1825     | 41               |
| 41           | 18        | Sole Survivors              | Ti, kdo přežili          | David Peckinpah   | Steven Kriozere                                                               | 7. března 1997     | 21. ledna 2002       | K1819     | 42               |
| 42           | 19        | The Breeder                 | Parazit                  | Paris Barclay     | Eleah Horwitz                                                                 | 14. března 1997    | 28. ledna 2002       | K1823     | 44               |
| 43           | 20        | The Last of Eden            | Poslední z ráje          | Allan Eastman     | Josef Anderson                                                                | 28. března 1997    | 17. prosince 2001    | K1820     | 39               |
| 44           | 21        | The Other Slide of Darkness | Odvrácená strana temnoty | Jeff Woolnough    | Nan Hagan a Scott Smith Miller                                                | 11. dubna 1997     | 4. února 2002        | K1802     | 43               |
| 45           | 22        | Slither                     | Klouzání s hady          | Jim Johnston      | Tony Blake a Paul Jackson                                                     | 25. dubna 1997     | 11. února 2002       | K1829     | 46               |
| 46           | 23        | Dinoslide                   | Skluz k dinosaurům       | Richard Compton   | David Peckinpah                                                               | 2. května 1997     | 18. února 2002       | K1827     | 47               |
| 47           | 24        | Stoker                      | Stoker                   | Jerry O'Connell   | Josef Anderson                                                                | 9. května 1997     | 25. února 2002       | K1826     | 45               |
| 48           | 25        | This Slide of Paradise      | Ostrov doktora Vargase   | Jim Johnston      | Nan Hagan                                                                     | 16. května 1997    | 4. března 2002       | K1828     | 48               |

### Čtvrtá řada (1998–1999)
| Č. v seriálu | Č. v řadě | Název                       | Český název                  | Režie                   | Scénář                                                                     | Datum premiéry     | Datum české premiéry | Prod. kód | Zamýšlené pořadí |
| ------------ | --------- | --------------------------- | ---------------------------- | ----------------------- | -------------------------------------------------------------------------- | ------------------ | -------------------- | --------- | ---------------- |
| 49           | 1         | Genesis                     | Geneze                       | Reza Badiyi             | David Peckinpah                                                            | 8. června 1998     | vysíláno             | K2801     | 49               |
| 50           | 2         | Prophets and Loss           | Prorokové a ztráta           | Mark Sobel              | Bill Dial                                                                  | 8. června 1998     | vysíláno             | K2805     | 50               |
| 51           | 3         | Common Ground               | Společná země                | Reza Badiyi             | Chris Black                                                                | 15. června 1998    | vysíláno             | K2810     | 51               |
| 52           | 4         | Virtual Slide               | Virtuální skluz              | Richard Compton         | Keith Damron                                                               | 22. června 1998    | vysíláno             | K2807     | 52               |
| 53           | 5         | World Killer                | Vrah světa                   | Reza Badiyi             | Marc Scott Zicree                                                          | 29. června 1998    | vysíláno             | K2804     | 53               |
| 54           | 6         | Oh Brother, Where Art Thou? | Ach bratře, kde jsi?         | David Peckinpah         | námět: Chris Black a David Peckinpah scénář: Bill Dial a Marc Scott Zicree | 6. července 1998   | vysíláno             | K2811     | 54               |
| 55           | 7         | Just Say Yes                | Stačí říct ano               | Jefferson Kibbee        | Richard Manning                                                            | 13. července 1998  | vysíláno             | K2809     | 55               |
| 56           | 8         | The Alternateville Horror   | Horor z alternativního světa | David Grossman          | Chris Black                                                                | 20. července 1998  | vysíláno             | K2803     | 56               |
| 57           | 9         | Slidecage                   | Klec na klouzače             | Jerry O'Connell         | Marc Scott Zicree                                                          | 27. července 1998  | vysíláno             | K2815     | 57               |
| 58           | 10        | Asylum                      | Azyl                         | Michael Miller          | Bill Dial                                                                  | 17. srpna 1998     | vysíláno             | K2813     | 58               |
| 59           | 11        | California Reich            | Kalifornská říše             | Robert M. Williams, Jr. | Scott Smith Miller                                                         | 24. srpna 1998     | vysíláno             | K2802     | 59               |
| 60           | 12        | The Dying Fields            | Pole smrti                   | David Peckinpah         | William Bigelow                                                            | 31. srpna 1998     | vysíláno             | K2812     | 60               |
| 61           | 13        | Lipschitz Live!             | Lipschitz Live!              | Jerry O'Connell         | Keith Damron                                                               | 30. listopadu 1998 | vysíláno             | K2814     | 61               |
| 62           | 14        | Mother and Child            | Matka a dítě                 | Helaine Head            | Richard Manning                                                            | 7. prosince 1998   | vysíláno             | K2819     | 62               |
| 63           | 15        | Net Worth                   | Setkání po síti              | Paul Lynch              | Steven Stoliar                                                             | 11. ledna 1999     | vysíláno             | K2806     | 63               |
| 64           | 16        | Slide by Wire               | Skluz do sítě                | Robert A. Hudecek       | Chris Black                                                                | 18. ledna 1999     | vysíláno             | K2820     | 64               |
| 65           | 17        | Data World                  | Svět stvořený z dat          | Jerry O'Connell         | Joel Metzger                                                               | 19. března 1999    | vysíláno             | K2808     | 65               |
| 66           | 18        | Way Out West                | Daleko na Západě             | David Peckinpah         | námět: Jerry O'Connell scénář: Chris Black                                 | 26. března 1999    | vysíláno             | K2821     | 66               |
| 67           | 19        | My Brother's Keeper         | Můj bratr dárce              | Reza Badiyi             | Doug Molitor                                                               | 2. dubna 1999      | vysíláno             | K2816     | 67               |
| 68           | 20        | The Chasm                   | Propast                      | Robert A. Hudecek       | William Bigelow                                                            | 9. dubna 1999      | vysíláno             | K2817     | 68               |
| 69           | 21        | Roads Taken                 | Křižovatky                   | Jerry O'Connell         | námět: Marc Scott Zicree scénář: Bill Dial                                 | 16. dubna 1999     | vysíláno             | K2822     | 69               |
| 70           | 22        | Revelations                 | Odhalení                     | Robert M. Williams, Jr. | námět: Marc Scott Zicree scénář: Bill Dial                                 | 23. dubna 1999     | vysíláno             | K2823     | 70               |

### Pátá řada (1999–2000)
| Č. v seriálu | Č. v řadě | Název                        | Český název                 | Režie               | Scénář                                                                | Datum premiéry    | Datum české premiéry | Prod. kód | Zamýšlené pořadí |
| ------------ | --------- | ---------------------------- | --------------------------- | ------------------- | --------------------------------------------------------------------- | ----------------- | -------------------- | --------- | ---------------- |
| 71           | 1         | The Unstuck Man              | Odpoutaný                   | Guy Magar           | námět: Keith Damron a David Peckinpah scénář: Chris Black a Bill Dial | 11. června 1999   | vysíláno             | E0801     | 71               |
| 72           | 2         | Applied Physics              | Aplikovaná fyzika           | David R. Eagle      | Chris Black                                                           | 18. června 1999   | vysíláno             | E0804     | 72               |
| 73           | 3         | Strangers and Comrades       | Cizinci a kamarádi          | Richard Compton     | Keith Damron                                                          | 25. června 1999   | vysíláno             | E0809     | 73               |
| 74           | 4         | The Great Work               | Velké dílo                  | Reza Badiyi         | Robert Masello                                                        | 9. července 1999  | vysíláno             | E0806     | 74               |
| 75           | 5         | New Gods for Old             | Nové bohy za staré          | Richard Compton     | David Gerrold                                                         | 16. července 1999 | vysíláno             | E0810     | 75               |
| 76           | 6         | Please Press One             | Stiskněte, prosím, jedničku | Paul Lynch          | William Bigelow                                                       | 23. července 1999 | vysíláno             | E0808     | 76               |
| 77           | 7         | A Current Affair             | Milostná aféra              | David R. Eagle      | Steven Stoliar                                                        | 30. července 1999 | vysíláno             | E0805     | 77               |
| 78           | 8         | The Java Jive                | Kávový tanec                | Jeff Woolnough      | Jennifer McGinnis a Janet Saunders                                    | 6. srpna 1999     | vysíláno             | E0807     | 78               |
| 79           | 9         | The Return of Maggie Beckett | Návrat Maggie Beckett       | Peter Ellis         | Chris Black                                                           | 13. srpna 1999    | vysíláno             | E0812     | 79               |
| 80           | 10        | Easy Slider                  | Klouzač psanec              | David Peckinpah     | námět: Jennifer McGinnis a Janet Saunders scénář: Tim Burns           | 20. srpna 1999    | vysíláno             | E0813     | 80               |
| 81           | 11        | Requiem                      | Rekviem                     | Paul Lynch          | Michael Reaves                                                        | 10. září 1999     | vysíláno             | E0802     | 81               |
| 82           | 12        | Map of the Mind              | Mapa mysli                  | Paul Raimondi       | Robert Masello                                                        | 17. září 1999     | vysíláno             | E0811     | 82               |
| 83           | 13        | A Thousand Deaths            | Tisícinásobná smrt          | David Peckinpah     | Keith Damron                                                          | 24. září 1999     | vysíláno             | E0815     | 83               |
| 84           | 14        | Heavy Metal                  | Těžký kov                   | Guy Magar           | Chris Black                                                           | 1. října 1999     | vysíláno             | E0814     | 84               |
| 85           | 15        | To Catch a Slider            | Hon na klouzače             | Peter Ellis         | námět: Chris Black a Bill Dial scénář: Bill Dial                      | 14. ledna 2000    | vysíláno             | E0816     | 85               |
| 86           | 16        | Dust                         | V prachu                    | Reynaldo Villalobos | námět: Chris Black scénář: Tim Burns a Bill Dial                      | 21. ledna 2000    | vysíláno             | E0817     | 86               |
| 87           | 17        | Eye of the Storm             | Oko bouře                   | David Peckinpah     | námět: Chris Black a Eric Morris scénář: Chris Black                  | 28. ledna 2000    | vysíláno             | E0803     | 87               |
| 88           | 18        | The Seer                     | Prorok                      | Paul Cajero         | Keith Damron                                                          | 4. února 2000     | 21. listopadu 2006   | E0818     | 88               |